# Michael Stuart (Saxophonist)
Michael Stuart (* 2. Dezember 1948 in Annotto Bay) ist ein jamaikanischer Jazzmusiker (Tenor- und Sopransaxophon, Klarinette, Flöte), der hauptsächlich in Kanada arbeitet.

## Leben und Wirken
Stuart spielte als Jugendlicher Saxophon und studierte nach dem Abitur zwei Jahre Saxophon, Musiktheorie und Flöte an der Jamaica School of Music. 1969 zog er nach Toronto und setzte seine Studien an der Brodie School of Music fort, wo er klassisches Saxophon studierte und auch privat bei dem Jazz-Saxophonisten Alvin Pall Unterricht hatte. Erste Aufnahmen entstanden 1974 mit Sadik Hakim (Plays Duke Ellington). In den 1980er-Jahren studierte Stuart kurze Zeit Piano bei Frank Falco und Anfang der 1990er-Jahre Kontrapunkt des 18. Jahrhunderts bei Nick Deutsch. Auch nahm er Unterricht bei Michael Brecker.
Michael Stuart, dessen spirituelle Orientierung sich laut Allmusic in seiner Musik widerspiegelt, war schon immer stark von John Coltrane beeinflusst. 1977 wurde er Mitglied der Band Jazz Machine von Elvin Jones, der er für zwei Tourneen bis 1978 angehörte; Jones’ Album Remembrance enthält Stuarts Komposition „Kalima“. 1979 leitete Stuart gemeinsam mit dem Schlagzeuger Keith Blackley ein Quartett, mit dem das Album Determination entstand, das 1980 für den Juno Award in der Kategorie Bestes Jazzalbum nominiert wurde. Alben unter eigenem Namen folgten. Als Hochschullehrer leitete er den Jazzstudiengang am Mohawk College in Hamilton, Ontario.
Stuart hat im Laufe seiner Karriere zudem mit Jimmy McGriff, Don Thompson, Drew Gress, Junior Mance, Kenny Garrett, Kenny Wheeler, Dave McMurdo und Sam Rivers gespielt und aufgenommen. Zwischen 1994 und 1999 gehörte er zum Quartett von Franklin Kiermyer. Im Bereich des Jazz war er laut Tom Lord zwischen 1974 und 2015 an 42 Aufnahmesessions beteiligt, u. a. auch mit Franklin Kiermyer, Reg Schwager, David Clayton-Thomas und Tony Succar.

## Diskographische Hinweise
- Michael Stuart/Keith Blackley Quartet: Determination (WRC, 1980), mit George McFetridge, Steve Wallace
- The Michael Stuart Quintet: Live in Bracknell (RCI, 1982), mit John MacKay, James Tait, Michael Farquharson, Vito Rezza
- The Blessing (Unity, 1989) mit Brian Dickinson, Dave Field, Claude Ranger[3]